# Marcial Salazar
Marcial Javier Salazar Orbe (Iquitos, 8 settembre 1970) è un ex calciatore peruviano, di ruolo difensore.

## Carriera

### Club
Ha sempre giocato nel campionato peruviano.

### Nazionale
In Nazionale ha raccolto 7 presenze il sei anni di militanza.